# 星の金貨
『星の金貨』（ほしのきんか）は、1995年4月から7月に日本テレビ系列で放送されていた日本のテレビドラマである。
この項では、その続編である1996年の連続テレビドラマ『続・星の金貨』（ぞくほしのきんか）、1997年のスペシャルドラマ『星の金貨 完結編スペシャル』（ほしのきんかかんけつへんスペシャル）についても記述する。
新編となる2001年の連続テレビドラマ『新・星の金貨』については当該記事を参照。

## 概要
『星の金貨』は、1995年4月12日より7月12日まで毎週水曜日22:00 - 22:54（JST）に「水曜ドラマ」枠で放送された。主演は酒井法子と大沢たかお。
続編の『続・星の金貨』は、1996年10月9日より12月25日まで毎週水曜日22:00 - 22:54（JST）に「水曜ドラマ」枠で放送。
『星の金貨 完結編スペシャル』は1997年4月2日に放送。
脚本は『星の金貨』が龍居由佳里、『続・星の金貨』が山崎淳也、『星の金貨 完結編スペシャル』は龍居と山崎の共同脚本。すべてに関わっている主要スタッフとして演出の吉野洋と劇伴音楽の溝口肇がいる。
『星の金貨』が放送された1995年は、折りしもテレビがオウム真理教事件報道一色だった時期で、オウム真理教関連の報道特番を放送した影響で、放送は2度も延期された（当初は1995年6月28日終了予定だった）。そのため、休日にダイジェスト版を放送したところ、その後視聴率が上昇して最終的には20%を超えるヒット作となった。また、初回と最終回の差が3.32倍で3倍以上を記録したのは1978年10月期の『熱中時代』（12.2%→40.0%、3.28倍）以来であるが、上昇率ではテレビドラマで過去最高である。これ以降、放送中のテレビドラマのダイジェスト版を放送したり、本編の再放送を行ったりすることが定番となった。

## ストーリー

### 星の金貨
北海道の美幌別診療所に看護見習いとして住み込みで働く倉本彩は耳と口が不自由な捨て子である。まだ赤ん坊の時に捨てられて以来、育て親が買ってくれたブランコで親を待ち続けている。そんな彩の診療所に医者として赴任してきたのが永井秀一だった。彩は次第に秀一に惹かれていく。彩の育て親が病死し、秀一は東京へ帰ることになった。空港で自分も連れて行ってとお願いする彩を見て、自分も彩を愛していると気付いた秀一は彩と結婚の約束をする。「すぐに戻るから。そしたら結婚しよう」という言葉を残して。彩は秀一との約束を信じ、診療所で帰りを待つが、待てど暮らせど秀一は帰っては来なかった。秀一は東京の空港で結城祥子を助けるため、エスカレーターから落ち重態になっていたのだ。秀一の身を心配して東京に一人やってきた彩は秀一の腹違いの弟、拓巳に出会う。そして、拓巳と一緒に行った永世会病院で秀一が大病院の御曹司だと言う事、そして、事故にあったことを聞く。数日後、秀一は無事、意識を取り戻す。しかし、頭を強く打ったため、秀一は記憶喪失になっていた。秀一は目の前に立っている彩の事をまったく覚えていなかった…秀一は看病してくれる祥子との仲が急速に深まり、彩は辛い日々を送る。そして、そんな彩を愛してしまったのが、秀一と性格が正反対の拓巳だった。そんな中、ある患者の手術に立ち会った拓巳は、執刀医の体調不良でその手術を途中から受け持つこととなる。だが彼をよく思わない医師の陰謀により容体は急変、その患者は植物状態となってしまう。傾いた経営を立て直すため、秀一は祥子との婚約を結ぶ。また病院の信用にかかわる大問題を引き起こした張本人にされてしまい、病院を解雇された拓巳は、キャバ嬢のもとに身を寄せる。だがやがてそれがただの逃避であること、そして自分が本当に求めている人は彩なのだと気付き、そこを去る。そのころ秀一は自分の過去について話を聞き、真偽を確かめるべく彩に会いに行く。だが彩は、拓巳を失う恐怖と嫉妬に狂ったキャバ嬢に刺され大けがを負っていた。彩の手術をすることになった秀一は、彩を何とかして助けようと懸命の処置を施す。そしてそんな彼に奇跡が起こった。彼の失われていた記憶が戻ったのだ。完璧な処置により一命を取り留める彩。だが彼女に償いをするため、拓巳が彩を連れ去り、介抱する。やがて回復した彩と共に、拓巳はしばし穏やかな生活を送る。記憶を取り戻した秀一は、もう二度と彩を失うまいと必死に彼女を探し、そして居場所を突き止める。彩を取り戻そうとする秀一と、彩との生活を失いたくない拓巳。二人は互いに彩のことを譲ることはなかった。そして秀一は彩に一通の手紙を拓巳に託した。「自分はすべてを捨てて彩を待つ。もし彩が来なければあきらめる」。拓巳は彩の気持ちを信じてその手紙を見せるが、彩が選んだのは秀一であった。一方秀一は祥子に婚約破棄を申し出て、待ち合わせ場所の東京タワーに向かう。だがその途中、祥子がリストカットをしたと連絡を受け、病院へと向かうこととなる。祥子は一命を取り留めるが、自分の中に秀一の子供がいると秀一に告げる。秀一が祥子との結婚を決心したと知り、ショックを受ける彩。彩の幸せを思って彩を秀一にゆだねた拓巳は秀一に怒りをぶつけるが、秀一も彩をまだ愛しており、そのことに苦しんでいた。祥子もまた秀一の気持が彩にあることを知り、苦しみの中にいた。彩は、このままで秀一が幸せになれるのか疑問を抱く。時は流れ、秀一と祥子の結婚式の時。自分の存在が祥子を、秀一を苦しめていると考えた彩は、入水自殺をしようとする。だが説得にあい、彼女は北海道に帰ることにした。それを知った秀一は空港に行き、彩に自分の本当の気持ちを告白する。彩は最後に彼に「生まれてくる子供を私のような不幸な子供にしないで。そしてあなたとのことは後悔しないからあなたも後悔しないで」と頼み、北海道へと去る。秀一は「後悔するわけがない。彩、君には僕のあげられなかった星が降る」と言い残して祥子のもとへ帰っていった。一年後。彩の診療所に新しい医者が赴任してきた。その人物は、再び医師となっていた拓巳。拓巳は懸命に練習して覚えた手話で彩に伝える。「お前を待ってやる。ただし、百年だけな」と。

### 続・星の金貨
秀一と別れ北海道に帰ってきた彩と、彼女を追って医師として赴任してきた拓巳。二人は、幸せそうに牛の出産のお手伝いをしたり、充実した日々をすごしていた。そんなある日、東京に居る彩の親友である遠藤園子が結婚することになり、披露宴に出るため彩と拓巳は上京する。その場で彩と秀一は再会する。秀一を忘れきれていない彩に、拓巳はプロポーズをしたうえで、赤と白のバラが一つずつ入った2つの箱をもってきて、彩に選ばせた。中のバラが赤だったら結婚、白だったら結婚の話は白紙。彩は迷いながら一つの箱を開けた。中に入っていたのは赤いバラだった。だが彩がこっそりもう一つの箱を開けると、そこにも赤いバラが。拓巳は慌てて弁解するが、彩は拓巳の求婚を受け入れる。一方、秀一は祥子と暮らしながら彩の事を忘れられない事に苦しめられていた。心臓病を患っていた祥子は子供の命と引き換えに亡くなってしまう。祥子の葬式で、彩と秀一はまた出会った。落ち込んで家にふさぎこんだ秀一を心配して、拓巳と彩はしばらく東京に残る事にする。そんな彩に秀一は彩を忘れていない事を告げる。秀一の本心を知ってしまった彩の心は再びゆれ始める。祥子の死に秀一は打ちひしがれる。秀一を心配した彩と拓巳は、看護婦見習いと医師として、東京の病院で働き出す。また祥子の主治医であった矢上は心臓外科医として秀一の働く病院にスカウトされる。これが悲劇の始まりでもあった。互いへの思いを忘れられない二人。拓巳は、自分の彩への思いを抑え、秀一と共に北海道に行くよう彩にすすめる。二人がいざ発とうとした時、拓巳は工事現場で事故に遭ってしまい、下半身不随となってしまう。そのことにより病院への融資が絶たれることになり、さらに秀一は院長職を追われ病院を追放される危機に立たされる。一時は絶望していた拓巳も落ち着き、また融資も、彩が以前助けた少女が財閥の令嬢だったことで危機を脱する。彩は秀一に嘘をついて、拓巳のもとへ帰っていく。しかし二人はすれ違い、お互いを傷つける。だが二人の間のわだかまりも、拓巳の母の遺言を知ることでなくなった。そして拓巳は、ある少女の手術をすることとなる。はじめは事故の後遺症もありしり込みしていた彼だが、彼女の命を終わらせてはいけないと思い、見事に手術を成し遂げ、医師として復帰する。秀一と拓巳は二人で話し合った。拓巳は秀一に「自分は彩を諦める」と告げ、秀一も拓巳に「彩をもう一度抱きしめたい」と伝える。そして拓巳は、再び東京タワーの下で、彩と待ち合わせをするよう秀一に言う。だが彩は拓巳のことを思う女に、誤解によって虹彩や角膜に重傷を負う。音と声にくわえ光も失い、生きる気力を失う彩。秀一は彼女をプラネタリウムに連れ出し、涙ながらに思い出話を語る。その涙によって彩は立ち直った。背任容疑で秀一は院長を解任され、後任として院長の椅子に座る矢上。だが矢上の行動にうすうす不信感を抱いていた小泉が水面下で警察への調査依頼をしていた。矢上は小泉に「陰謀」を追及され、逆上する。しかもその矢上が話した「陰謀」の内容を小泉は録音していた。陰謀の証拠となるテープが拓巳によって病院中に流され、矢上も病院を追放され更に御用となる。この際、矢上と秀一の関係そして矢上の過去が露になる。矢上は彩と心中しようとする。その場に連れてこられて見送りをさせられる拓巳。絶体絶命の時、彼に奇跡が起こる。動かないはずの足が動いたのだ。その後駆け付けた秀一によって彩と拓巳は助け出される。矢上は見つからなかった。そして秀一は彩にプロポーズする。彩と秀一の結婚式。たくさんの人に祝福される秀一は、院長室に指輪を取りに行く。だがそこには、行方不明だった矢上がいた。憎しみに燃える矢上は秀一にナイフを突き立てる。秀一は大量に出血しながらも彩の待つ教会に行き、「彩、綺麗だよ」とこの一言を残し力尽きて崩れ落ちる。だが目も見えず耳も聞こえない彩には何が起こったか分からなかった。そんな彩に角膜が提供され、角膜移植手術がされることとなった。手術は成功、光を取り戻した彩はある事実を知る。移植された角膜は、亡くなった秀一のものだったのだ。彩は悲しみに自殺しようとするも、自分の中に秀一の子供がいることを知り、秀一はまだ自分の中で生きている、と生きる気力を取り戻し、北海道へ帰ることとなる。秀一に最後、彩を幸せにするよう頼まれた拓巳は、彩と共に行くべきか悩み、あの二つの箱を選ばせる賭けをする。赤いバラの入っている箱を選んだら彩についていき結婚する、そして白いバラの箱を選んだら遠くで見守るという賭けを。彩が選んだ箱に入っていたのは、白いバラだった。単身北海道に戻る彩。彼女のために祈りながら、拓巳は自分と彩と秀一のためにワインを開け3つのグラスに注ぎ、彩が選ばなかった箱から白いバラを取り出す。北海道に戻った彩は、ブランコに揺られながらおなかを撫で、自分の中にいる愛する人を思い、星空を見上げていた。

### 星の金貨 完結編スペシャル
美幌別診療所に帰った彩の後日談としての、彩の出産時の幻として『星の金貨』、『続・星の金貨』のダイジェストとして織り込んだものが放送された。彩が秀一との間の娘を生んだところで物語は終わる。

## キャスト
主要人物
倉本彩 - 酒井法子
主人公の女性。24歳。聴覚障害のため手話と手記で会話する。読話もできるので、口の動きを見れば相手の言葉もある程度分かる。幼い頃に両親に捨てられた孤児。
当初は北海道の診療所で看護婦見習いとして働いており、赴任してきた医師の秀一に惹かれ、秀一が東京に発つときに結婚の約束をしたが、秀一が帰ってこないため彼を探しに東京に来た。永世会病院に入院して記憶喪失になっていた秀一を支えるために、自身も永世会病院で働くことになる。気が強いが心優しく芯の強い女性で、口が利けなくとも彼女の言葉が多くの人間の心を動かしていく。終盤で秀一の記憶が完全に戻ったが、彼が記憶を失っている間に婚約者となった祥子との間に子供ができてしまったため結婚することになり、また自分の存在が秀一と祥子を苦しめていると考えてついには入水自殺しようとしたが義彦に助けられた。最終的に秀一は何もかも捨てて彩と生きる道を望んでくれたが、生まれてくる子にとっての父親である秀一に子供を捨てるような親にならないでと告げて別れ、北海道に帰った。東京で出会った拓巳から想いを寄せられており、『星の金貨』最終回のラストでは拓巳が彩を追って北海道に赴任してきて、その後から『続・星の金貨』に至るまでの期間、彼と共に穏やかな日々を過ごしていた。
『続・星の金貨』では、園子の結婚披露宴に出席するために拓巳とともに再び上京し、秀一と再会した。ずっと一途な想いを寄せて支えてくれた拓巳に感謝する一方で、自分が秀一のことをまだ愛していることに葛藤して揺れ動くことになる。その後は、拓巳を愛する景子に嫉妬されて交通事故に遭わされ失明したり、非道な矢上から屈折した愛情を向けられるなど、多くの苦難に見舞われるなかで、ついに秀一と結ばれるが、結婚式の当日に秀一は矢上に刺されて命を落としてしまう。死んだ秀一の角膜を移植されて視力を取り戻したのちに、秀一が死んだことを知って耐えきれず自殺しようとしたが、自分が秀一との子供を宿したことが分かり、生きていくことを決意して北海道に帰った。
『星の金貨 完結編スペシャル』で女の子を出産した（名前は瑠音(るね)）。
永井秀一 - 大沢たかお
医師。永世会病院院長の長男。
彩が働く美幌別診療所に一時的に赴任してきて彼女と出会った。若く優秀な脳外科医だが、院長である父の経営方針に反発して家を出て、北海道医大に赴任したのちに美幌別診療所に来た。穏やかな人柄の好青年であり、グリム童話の星の金貨になぞらえて彩を励ましていた。北海道にいた頃は彩から想いを寄せられるもその気持ちを受け止めきれなかったが、東京に発つ直前に彩が空港に現れた際に、自分も彼女を愛していることに気づき結婚の約束をした。しかしその直後に東京の空港のエスカレーターで祥子を助けようとして頭部を強打し記憶喪失になってしまった。リハビリの甲斐あって退院できたが、記憶喪失の影響で当初は医者として復帰できず事務員として永世会病院に就職するも、周囲から哀れみを向けられ鬱屈していた。なおその際の職務中に院内の裏帳簿の存在に気づき、小森の不正を暴くきっかけとなる。脳腫瘍患者の義彦の急変現場に居合わせたことで医師としての記憶を取り戻し、即座に義彦の緊急手術をするまでに回復し、やがて無事医師に復帰できたが、自分に会いに来た彩のことを含め家を出たあとの2年間のことだけが思い出せないまま、傾いた病院経営を立て直すために結城グループ令嬢である祥子と婚約することになった。あゆみに刺されて負傷した彩の手術をする際に完全に記憶を取り戻したが、祥子が妊娠してしまい、それでもなお彩と生きる道を望んだが、生まれてくる子を捨てないでほしいと彩から告げられて別れた。
誠一郎と前妻の子と思われていたが実は彩と同じ孤児で、永世会病院で産み落とされて置き去りにされていたのを誠一郎が引き取り、長男として育てられた。また秀一自身もそのことを知っており、本心では誠一郎を恨んでいたわけではなく、自分を育ててくれたことに心から感謝しており、家を出た本当の理由は誠一郎の実子である拓巳に次期院長になってほしいと願ったからだった。
『続・星の金貨』では院長に就任しており、上京した彩と再会した。妻の祥子の死や、自身に恨みを抱く矢上の陰謀によって院長を解任されて逮捕されるなど、周囲の状況に翻弄されることとなる。彩とはすれ違いを繰り返していくなかで徐々に絆を取り戻してついに結ばれたが、結婚式の当日に矢上に刺されてしまう。血まみれの状態で式場までなんとかたどり着き、ウエディングドレスに身を包んだ彩を見たのを最期に倒れ、救急搬送されるなか拓巳に彩を託す言葉を残し、息を引き取った。死後、彼の角膜は失明した彩に移植された。
永井拓巳 - 竹野内豊
医師。永世会病院院長の次男。美智代の息子で、秀一と腹違いの弟。
当初は仕事に不真面目で、優秀な兄の秀一に対する劣等感や自分を認めてくれない父の誠一郎に対する反発心でひどく荒れており、奔放な性生活を送っていた。また、自分を次期院長にさせたがっている母の干渉に辟易している。一方で、愛情に飢えており繊細な面がある。脳外科を専門としているが小児科に回されている。いいかげんな職務態度のため病院のスタッフからの評判は悪いが、子供には優しいため小児患者からは人気がある。秀一を探しに東京に来た彩と偶然出会い、なりゆきで助けたことで関わりを持つことになる。彩に叱咤されて救急患者を助けたことをきっかけに徐々に医者としての自覚を持つようになり、挫折を繰り返しながらも成長していく。また彩に対して強い愛情を抱くようになり、彩があゆみに刺されて入院した際には独断で彩を病院から連れ出して匿うほどに執着するが、秀一を愛する彩の幸せを願って身を引く優しさを見せた。秀一に対しては子供の頃から劣等感を抱いており、また彩に関する嫉妬も手伝って強い敵愾心を見せていたが、対話を重ねていく中で秀一の気持ちや苦しみを思いやれるようになり、『星の金貨』最終回で秀一に彩を追いかけるように促した。結果的に彩は独りで北海道に帰ったが、のちに彩を追って自身も北海道に赴任した。
『続・星の金貨』では、園子の結婚式がきっかけで東京に来たが、秀一が妻である祥子を失って一時休職したのをきっかけに、また永世会病院で働くことになる。一途に彩を想い続けており一時は婚約を了承してもらえたが、彩の気持ちが今でも秀一に向けられているのを悟っていく。矢上の策略によってエレベーターの転落事故に巻き込まれ下半身不随となり一時は自暴自棄になっていたが、彩の叱咤を受け、さらに自身を想って自殺していた美智代の遺書を読み、牧野のぞみの手術を無事やり遂げたことで医師として再起できた。前述の状況の変化もあって心の支えを欲して彩のことをなかなか諦められないでいたが、彩を幸せにできるのは自分ではなく秀一であると悟り、二人の幸せを願って自分は身を引いた。最終話では矢上との会話を記録したテープレコーダーを美和から託されたことで矢上の陰謀を知り、院内放送に流してその事実を病院中に周知させた。その後に自暴自棄になった矢上が彩と無理心中しようとしたのを救う際に奇跡的に下肢の筋力が回復し、最終的には杖なしで歩行ができるまでになった。今際の際に秀一から彩のことを託されていたが、彩の幸せを祈って、北海道に帰る彩のことを遠くから見守っていくことに決めた。秀一の死後、永世会病院院長に就任した。

結城家
結城（永井）祥子 - 細川直美
結城グループ社社長の一人娘。
エスカレーターで転倒して秀一に助けられるが、そのせいで秀一が重傷を負ってしまう。記憶を失った秀一のリハビリを支え、愛するようになる。ボランティア活動に精を出していたことがあり、障害者に対して理解ある態度を示す一方で、健常者と一緒に同じ職場で働く障害者である彩のことを「とても恵まれている」と発言するなど、無自覚に見下してる節がある。また独善的なところがあり、北海道で彩と秀一の過去を知ると、秀一が彩を愛していたことを思い出させないようにするために自分が見聞きした事実を隠蔽・偽装し、彩には身を引くよう促し、さらに結城グループ令嬢である自身の立場を利用する形で秀一と婚約した。記憶を取り戻した秀一に婚約解消を告げられ、リストカットして死にかけるが一命をとりとめた。自身が妊娠していたことが判明し、生まれてくる子のことを考えて彩と秀一がお互いを諦めて身を引いたため、最終的には望み通り秀一と一緒になれた。秀一との結婚後は永井姓となった。
心臓病を抱えており、『続・星の金貨』では出産時に主治医の矢上が通常分娩を強行した影響で命を落とす。実は出産した子供は秀一の子供ではなく、秀一と結婚したいがために矢上に依頼して体外受精で授かった赤の他人の子であった（矢上の子であった可能性も作中で示唆されている）。
ちなみに『続・星の金貨』では永井姓になっていたが、クレジットでは結城姓のままであった。
結城貴子 - 丘みつ子
結城グループ社社長。祥子の実母。
義彦の手術の医療ミスで永世会病院の経営が傾いた際、祥子に請われ、秀一と祥子を結婚させることを条件に病院の管財人を引き受けた。未亡人で、亡き夫は誠一郎の親友だった。秀一の記憶が戻ったために祥子との結婚が破談になりかけたときは、彩を愛している秀一に申し訳ないと思いながらも、祥子と生まれてくる子供のためにも結婚してあげてほしいと頼んだ。実はかつては誠一郎を愛しており、夫と結婚してからも忘れられないままであった。
『続・星の金貨』では生まれてくる孫を楽しみにしていたが、出産の際に最愛の娘の祥子を失ってしまい、彩に呪い殺されたと怒りをぶつけた。また秀一が今でも彩を愛していることを知って秀一に愛想を尽かし、子どもを引き取って自身で育てることを宣言、秀一と子どもを取り合う状態になる。さらに矢上の虚言に踊らされて秀一を憎むように仕向けられるが、最終的には矢上の悪事が暴かれたことで目が覚め、また秀一が自身の子でないと知りながら気づかないふりをしてくれていた苦悩を思いやり、秀一と和解できた。

永世会病院
永井誠一郎 - 竜雷太
永世会病院院長。秀一と拓巳の父。
優秀な長男の秀一を跡取りとして期待していたが、秀一からは「金の亡者」「医者ではない」と罵倒され、家出されてしまった。一方で、放蕩な次男の拓巳に対しては厳しく当たっており、頭を悩ませている。妻である美智代との関係も冷え切っており、美智代には部下である小森と不倫されている。小森によると、かつて永世会病院がまだ大病院でなかった頃は、病院を大きくしようとして金に汚い経営方針を立てていたらしい。だが医師としての誇りと信念は持ち続けており、彼の言葉は美和の心を動かすことになる。肝臓がんを患っており、『星の金貨』最終回では末期的になり、死の床で自らの胸の内を息子たちに打ち明け、美和に対しては自らの命をもって医師として指針を示し、最期は美和の腕の中で息を引き取った。本心では息子二人を等しく愛しており、拓巳に対しては人一倍繊細な心を持つ拓巳が心配で辛く当たってしまったことを詫び、実子でないのに医者にまで育ててくれたことに恩義と負い目を感じていた秀一に対しては「お前は私の息子だ」と告げた。また美智代のことも本当に愛しており、美和から誘惑された際にも関係を持とうとはせず、また自分の無様な姿を見られたくないからと死の床に呼ぶことはしなかった。
永井美智代 - 酒井和歌子 　
誠一郎の後妻。秀一の継母で、拓巳の実母。
権力欲や物欲が強く、実子である拓巳を次期院長にすることに固執しており、夫であり院長である誠一郎がそのことに非協力的であるため、副院長の小森に便宜を図ってもらうために彼と不倫関係にある。誠一郎に対する愛情はほとんど冷めてしまっており、誠一郎が体調不良で休職したために小森が院長代行になってからは小森を次期院長と見込んで、誠一郎に離婚届を突きつけて家を出ていき小森と一緒になろうとする。しかし小森の悪事が誠一郎に知られて解雇されてしまったため目論見が外れた。さらに小森にとって利用価値がなくなったため捨てられてしまい、その場で衝動的に小森を刺殺した。逮捕された当初は自らの行いを反省することはなく、面会に来た拓巳に対しては自身の保釈金の話や所有するダイヤの心配ばかりで、誠一郎が面会に来ないことに愚痴を言っていた。しかし誠一郎がすでに亡くなったことを拓巳の口から告げられ、さらに美和から誠一郎の真意を聞かされたことで、自分が夫に愛されていたことを悟り泣き崩れた。
『続・星の金貨』では収監中であり、これまでの行いを悔いて自身を責める日々を送っている。拓巳が定期的に面会に訪れていたが、拓巳が事故で下半身不随になったのちは彩が面会に行くようになる。彩との交流の中で心の安らぎが得られ親子のような絆が生まれたが、殺人犯である自分がいては拓巳の重荷になると考え、首を吊って自殺した。拓巳と彩それぞれに宛てた遺書を残しており、拓巳には謝罪を、彩には感謝と彼女のウェディングドレスを見られなかった未練の言葉を残していた。
小森敏彦 - 伊武雅刀
永世会病院副院長。
美智代と不倫しており、美智代から拓巳が院長になれるように根回しを頼まれて表向き従っていたが、実は自身が院長になろうとする野心を抱く。美和が学生時代の頃に資金援助しており、その弱みから自身の手駒として扱っている。院長を失墜させるために策を巡らせており、そのためには患者を犠牲にすることも厭わず、美和に命じて意図的に医療ミスを起こさせて義彦を植物状態にさせた。また佐野に命じて様々な不正に手を染めている。誠一郎が病で伏せったことで院長代行となりいずれ次期院長になれる目論見だったが、『星の金貨』最終回で美和と佐野に見限られて全ての悪事を誠一郎に告発され、訴えない代わりに病院を解雇された。その後は、利用価値がなくなった美智代を捨てて別の女性と海外に発つつもりだったが、美智代の怒りを買って刺殺された。
小泉美和 - 田中美奈子
外科医師。
パーティで出会った拓巳と関係を持ち、その事実をネタに永世会病院院長の誠一郎に取り入って入職した。冷静な性格で、仕事やセックスも感情を伴わずにこなすが、一方で非情になりきれない面がある。過去に父親が永世会病院に入院して亡くなっており、そのとき何もできなかった自分が歯がゆくて医者になることを志した。父の死後、母親は過労が祟り美和が高校卒業前に亡くなった。副院長の小森から学生時代の資金援助をしてもらっており、永世会病院では小森の策略下で動くことになる。小森からは、貧しい家庭環境ゆえに父が永世会病院で手術されずに見殺しにされたと聞かされており、父が入院した当時の永世会病院を恨んでいた。小森に指示されて義彦の手術の際に意図的に脳幹を傷つけ、それを誠一郎と拓巳の医療ミスに仕立て上げた。しかし義彦が植物状態になったことで反省、誠一郎の言葉によって改心し、小森の悪事と自らの過ちを全て暴露した。死の床につく誠一郎から、罪の十字架を背負って医者を続けろと言われ、そのまま彼の最期を看取った。いつしか誠一郎を愛するようになっており、誠一郎の妻の美智代が逮捕された際は、彼女に自らの想いと誠一郎の真意を伝えに行った。
『続・星の金貨』では、院長になった秀一の下でひたむきに患者と向き合って頑張っているが、愛していた誠一郎を失ったことで女としての寂しさを感じており、矢上と関係を持つことになる。矢上の目的を知りながらそれを告発せず、彼の歓心を買うために秀一を罷免しようとしたり、ついには園子を手にかけようとさえしたが、秀一との会話をきっかけに誠一郎の言葉を思い出したことで目が覚めた。以降は矢上の陰謀を阻止するために動き、知り合いの刑事である柴田に矢上の調査を依頼したことで彼の素性を知り、矢上からは自殺に見せかけられて危うく殺されそうになったが、そのときの矢上との会話を記録したテープレコーダーを拓巳に託したことで陰謀を暴くことができた。最終話では、精神病院に入院した矢上のもとへ、定期的に面会に訪れている。
遠藤（神崎）園子 - 西村知美
看護婦。
東京に来て行くあてのなかった彩を職員寮に泊めてあげたことをきっかけに友達になる。本人曰く田舎育ちとのことで、山口弁のような方言を話す。純朴で優しい性格で、彩には対等の友達として接しており、手話を覚えて悩み事を相談したりしている。周囲の噂に流されず、同僚から評判の悪い拓巳の良さを理解して恋い慕っており、拓巳も彼女に対しては自分の内面を打ち明けるなど気を許していた。恋愛的には拓巳に振り向いてもらえず、拓巳が彩を好きであると知ったため嫉妬し、彩に冷たくして仲がこじれていた時期があったが、のちに仲直りしている。その後は彩にとって一番身近な理解者となり、彩から親友と呼ばれている。
『続・星の金貨』で拓巳の後任として永世会病院に来た神崎直人と結婚した。今なお彩の幸せを願っており、最終話では彩の結婚式に訪れ、やっと彩と秀一と結ばれたことを喜んでいたが、その直後に秀一が亡くなってしまったことに涙を流していた。
佐野孝 - 中丸新将（『星の金貨』）
病院の経理。
小森の手下として動いていたが、しだいに小森についていけなくなり、『星の金貨』最終回で警察に出頭する覚悟で小森の不正を誠一郎に暴露した。娘の私立中学進学や母親の病気などで金銭面で困窮し、小森から借金した際に病院の金を掴まされ、弱みを握られていた。
木下朱美 - 久本朋子（『星の金貨』）
看護婦。
噂話が大好き。秀一に院長になってほしいと思っている。一方で拓巳のことは嫌っている。
恩田晴江 - 菊池則江（『星の金貨』）
看護婦。
花岡香代子 - 中野公美子（『星の金貨』）
看護婦。
藤原敏江 - 来栖あつこ（『続・星の金貨』）
看護婦。
中井加奈子 - 佐多恵里香（『続・星の金貨』）
看護婦。
谷村美樹 - 山崎裕里（『続・星の金貨』）
看護婦。

新井家
新井義彦 - 北原雅樹（グレートチキンパワーズ）
永世会病院に入院している脳腫瘍の青年。19歳。
入院が長引いたことで周囲の人間が自身から離れてしまい孤独感にさいなまれ、院内で横暴な態度をとったり、屋上で自殺未遂まで起こしたが、彩に励まされて心の優しさを取り戻していく。幼い頃に両親を事故で亡くしたため叔父夫婦に引き取られた。本来は親思いの優しい性格で、養親として育ててくれた叔父夫婦に感謝しており、自分の病気で治療費がかかることを申し訳なく思っていた。自身の急変時に秀一が偶然居合わせたことで彼が医師としての記憶を取り戻すことになり、緊急の減圧手術を受けて一命をとりとめた。その後の脳腫瘍摘出手術の際、小森の陰謀による手術中の医療ミスで植物状態になったものの、誠一郎、秀一、拓巳による再手術にて脊髄硬膜外電極が留置され、『星の金貨』最終回では植物状態から回復する。辛いときに励ましてくれた彩に感謝しており、秀一が祥子と結婚したショックで自殺しようとした彩を助けて叱咤した。退院してからは調理師学校に通いながら両親の小料理屋を手伝っており、みんなの近況を記した手紙を彩に送った。
『続・星の金貨』では、父が入院してしまったため代わりに実家の小料理屋を運営している。また少しながら手話を覚えた様子。永世会病院を退職した彩が彼の店でアルバイトをした。彩には今でも感謝しており、彼女の誕生日にはプレゼントとして靴を贈り、その靴は彩の結婚式に履かれることになった。
新井勝治 - 螢雪次朗
義彦の養父で、叔父。
小料理屋を経営している。治療費を値切ろうとする妻に比べると良識的で子ども想いだが、医療ミスで植物状態になった義彦を楽にさせてあげたいと思うがあまり彼の生命維持装置を止めようとしてしまい、彩と秀一に制止された。最終的には思い止まり、秀一の熱意に動かされて再手術を承諾した。義彦が退院した後は、彼に自分の跡を継がせるための修行をさせている。
『続・星の金貨』では未登場で、義彦の口から入院していることが明かされている。
新井和子 - 立石凉子
義彦の養母で、叔母。
夫に比べると義彦に対して薄情な態度で、高額な治療費を払いたくないがゆえに、義彦の手術を拒否したり治療費を値切ったりしていた。医療ミスで義彦が植物状態になったあとも「死なせてあげればよかった」などと（義彦を哀れんだ気持ちもあったと思われるが）心無い言葉を言っていた。だが義彦に対する情がないわけではなく、義彦の手術が成功したときには素直に喜んでいた。
『続・星の金貨』では未登場。

その他（『星の金貨』）
勝又 -
医師。拓巳の友達。長髪。
拓巳が入院中の彩をさらった際に匿う場所を提供した。
青木 -
医師。拓巳の友達。
篠宮あゆみ - 中島宏海（第7話 - 第9話）
ホステス。
ひょんなことから拓巳と出会い、義彦の医療ミスの件で消沈していた拓巳と一時期同棲していた。過去に結婚を目前に相手が事故死したことがトラウマになっている。拓巳が彩のことを忘れられず家を出ていったため、嫉妬に狂って彩をハサミで刺した。
神崎直人 - 西尾拓美
拓巳の後任の小児科医。
『星の金貨』最終回で初登場。バスに乗り合わせた園子に痴漢と勘違いされた。
『続・星の金貨』で園子と結婚する。
川田洋一 - 田山涼成
地方公務員。
北海道での彩と秀一の知り合いで、秀一に町長の娘との見合い話を持ってきた。
森岡四郎 - 大滝秀治
美幌別診療所の医師。彩の育て親。
孤児だった彩を拾って育てた父親代わりの存在で、彩が5歳の誕生日にブランコを贈った。理解ある人物で、彩の幸せを願って秀一と結ばれてほしいと思う一方で、優秀な医師である秀一を田舎にとどまらせてはいけないとも考えていた。老齢でがんを患っており、『星の金貨』1話で死去した。秀一に宛てた遺書を残しており、彩に下手な同情はせずに東京に帰るよう促す旨が記されていた。
前田 - 加藤善博
医師。亡くなった森岡の後任。
デリカシーがなく、秀一の帰りを待ち続ける彩をからかったり、障害者である彩の弱みにつけ込んで狼藉をはたらこうとするなど、人間的に問題がある。医者としても褒められたものではないようで、彼の留守中に診療所に訪れた秀一は、手入れされていない器具や診察室を見て「ろくな医者じゃない」と評している。
その他（『続・星の金貨』）
沢井梨花 - 宝生舞
沢井コンツェルン会長令嬢。
結婚の直前に恋人とともに交通事故に遭って永世会病院に搬送され、恋人は亡くなり自身は助かった。妻を亡くしたばかりの秀一と自身の境遇を重ねるようになり、しだいに秀一を愛するようになる。院長を解任されかけていた秀一を助けるために父に永世会病院の管財人を頼むなど、前作における祥子に通ずる部分があるが、彼女と違って秀一を無理やり自分のものにしようとはせず、彩を愛する秀一の気持ちを尊重した。幼い頃から父が決めた相手と結婚することを義務付けられており、反発しながらも自身の恋愛の成就は諦めて達観していたが、一連の出来事をきっかけに吹っ切れたようで、最終的には父の勧めた政略結婚を受け入れたがそれも自分が決めたことだと言って晴れやかな表情を見せていた。秀一に選んでもらって購入していたウェディングドレスは、彩に譲られて結婚式で彼女が着用することになった。
矢上俊明 - 沢村一樹
医師。
誠志堂病院で祥子の出産の際の主治医をしていた。本来の専門は心臓外科で、のちに永世会病院にスカウトされた。
表向きは患者と真摯に向き合う善良な医者を装っているが、目的のためなら手段を選ばない冷酷な人間で、虚言を弄して他者をコントロールする術に長けている。また、ある理由により秀一を憎んでいる。祥子の分娩時には母体が危険と知っていながら強行して彼女を死亡させ、真相を突き止めていた看護婦の景子を口封じのためにレイプした。永世会病院に来てからは美和と関係を持ち、彼女の寂しさにつけこんで自身の思いどおりに動かしていく。さらに陰謀によって拓巳を事故に遭わせて下半身不随にさせたり、秀一に背任容疑をかけて院長から解任させるなど、非道な行いを繰り返す。一方で、彩のことは哀れみを受けて生きてきた障害者と考えて見下しており、彼女に対しては自身の本性を隠さずに露悪的な態度をとっていたが、対話を重ねていく中で彩の言葉に影響されるようになり、しだいに愛情を抱くようになる。
景子や美和に対しては、自分が誠一郎と誠一郎に捨てられた看護師との間に産まれた子どもであり拓巳の異母兄だと語っていたがそれは嘘で、本当は秀一の実兄である。自分と秀一の母親は、父親が死んだことで秀一を永世会病院に産み捨てており、自分はその母親に育てられていたが、母親は酒や男に溺れて自分に対して暴力を振るうなど、貧しく荒んだ生活を送っていた。捨てられた弟が自分より苦労していることを想像していたが、その弟である秀一が永世会病院の院長になったことを知って逆恨みするようになった。
秀一を病院から追いやって後任の院長となり、自身の素性を知った美和を自殺に見せかけて殺そうとしたが、そのときの会話を録音されてしまい、拓巳によって自身の陰謀を病院中に暴露されたことで、すぐに院長の座を引きずり降ろされることとなった。自暴自棄になって彩と無理心中を図ろうとするが、拓巳に妨害されて失敗に終わった。行方不明になったのち、彩との結婚式直前であった秀一を刺して殺害した。その後に逮捕され、精神を病んだことから精神病院に移送され、笑顔で毎日クレヨンで同じ絵ばかり描き続ける廃人と化した。（詳細は不明だが、その絵には手を繋いだ二人の男の子と思われるものが描かれており、自身と弟を描いていたのかもしれない。）
川村景子 - 戸田菜穂
看護婦。
誠志堂病院で祥子の担当をしていた。祥子の分娩が危険を伴うことを察知し、主治医の矢上に対して再三注意を促していたが聞き入られなかった。証拠を掴んで矢上を警察に告発しようとしたが、口封じのために矢上にレイプされてしまう。以降は自分でも理由がわからずに矢上に惹かれ、元々いた婚約者と別れたのち、矢上を追うように永世会病院に入職、彼の策略に協力することとなる。彩とは寮で同室になり、また手話ができるため身近な相談相手になっていた。車椅子生活になった拓巳を支えるうちに愛情を抱くようになる。拓巳は彩を愛しながらも彩と秀一の幸せを願って身を引き、自分と二人でともに生きていくことを考えてくれていたが、それを拓巳が彩と北海道に帰ると勘違いしてしまい、嫉妬に狂って彩を事故に遭わせて失明させてしまった。その後の拓巳の言葉を受けて反省して彩に謝罪の言葉を告げたが、耳が聞こえず目も見えず心も閉ざしてしまったそのときの彩には伝える術はなかった。一連の事件がすべて終わったのち、自分と拓巳のお互いの気持ちが本当の愛情ではないと悟り、本当に愛する人を見つけると言って拓巳に別れを告げた。
牧野のぞみ - 田島穂奈美
女児患者。
アパートの爆発事故で重傷を負い、居合わせた彩と秀一に助け出された。搬送された病院で緊急手術を受けたのち永世会病院に転院、頭蓋内の異物を除去する手術を待つ身となる。ませた小学生で、大人の女性ぶって恋愛的な話をよくする。手術を怖がって屋上に逃げて激しく抵抗したが、その際に発作を起こして緊急手術となった。手術中に困難な局面を迎えたが急遽拓巳が復帰して執刀することで無事助かった。
「「星の金貨」」ではタイトルバックに出演。
野村 - 三井善忠
医師。永世会病院に勤務する眼科医。
彩が失明した際のガラス片の摘出手術や、秀一から提供された角膜移植手術を執刀した。
柴田 - 伊達昌平
刑事。
高校時代の友人である美和の頼みで、矢上の素性を調べ上げた。美和からは連絡が取れなくなった際の対応を頼まれており、美和が矢上に殺されかけたあと、秀一に調査報告書を見せに来た。矢上が暴走して彩を攫った際には秀一に協力して車を誘導した。

その他（『星の金貨 完結編スペシャル』）
浜野さおり - 広末涼子
寿男の孫娘。
彩のそばで彩を支えている。
浜野寿男 - 村上冬樹
美幌別診療所の後任医師。
倉本瑠音 - 奥田佳菜子
彩の娘。

## スタッフ
- 『星の金貨』
  - 脚本 - 龍居由佳里
  - 音楽 - 溝口肇
  - 演出 - 吉野洋、五木田亮一、猪股隆一
  - 主題歌 - 酒井法子「碧いうさぎ」
  - 演出補 - 谷川功、古賀倫明
  - 美術デザイン - 門奈昌彦、高野雅裕
  - チーフプロデューサー - 小杉善信
  - プロデュース - 梅原幹、佐藤敦
  - プロデューサー補 - 安念正一
  - 製作著作 - 日本テレビ
- 『続・星の金貨』
  - 脚本 - 山崎淳也
  - 音楽 - 溝口肇
  - 演出 - 吉野洋、五木田亮一、大平太、古賀倫明
  - 主題歌 - 酒井法子「鏡のドレス」
※この曲は、上海ドラマ『1メートルの光』の挿入曲として使用されていた（許諾を得たのかは不明）。
  - 美術デザイン - 門奈昌彦、高野雅裕
  - チーフプロデューサー - 小杉善信
  - プロデュース - 梅原幹
  - 製作著作 - 日本テレビ
- 『星の金貨 完結編スペシャル』
  - 脚本 - 龍居由佳里、山崎淳也
  - 音楽 - 溝口肇
  - 演出 - 吉野洋、五木田亮一、猪股隆一、大平太、古賀倫明
  - 主題歌 - 酒井法子「碧いうさぎ」「鏡のドレス」
  - 美術デザイン - 門奈昌彦、高野雅裕
  - チーフプロデューサー - 小杉善信
  - プロデュース - 梅原幹、佐藤敦

## 放送日程

### 星の金貨
- 最終回は30分拡大（22:00 - 23:24）。

| 各話                                                       | 放送日        | サブタイトル                                   | 脚本       | 演出                       | 視聴率 |
| ---------------------------------------------------------- | ------------- | ---------------------------------------------- | ---------- | -------------------------- | ------ |
| 第1話                                                      | 1995年4月12日 | 愛すれど哀しく…                                | 龍居由佳里 | 吉野洋                     | 07.2%  |
| 第2話                                                      | 4月19日       | 失われた愛の記憶! 帰らぬ恋人のため地の果てまで | 龍居由佳里 | 吉野洋                     | 10.9%  |
| 第3話                                                      | 4月26日       | 愛のない記念日…私の恋人を奪わないで            | 龍居由佳里 | 五木田亮一                 | 09.2%  |
| 第4話                                                      | 5月03日       | 愛と死を見つめて…いま蘇る! 愛の記憶            | 龍居由佳里 | 五木田亮一                 | 10.9%  |
| 第5話                                                      | 5月10日       | 心の旅路! 命の限り叫んでも届かない愛           | 龍居由佳里 | 吉野洋                     | 12.5%  |
| 第6話                                                      | 5月24日       | 恋人を殺さないで! 嫉妬のメス                   | 龍居由佳里 | 猪股隆一                   | 12.2%  |
| 第7話                                                      | 5月31日       | 別れの誕生日! 愛の想い出、ありがとう           | 龍居由佳里 | 五木田亮一                 | 15.2%  |
| 第8話                                                      | 6月07日       | 悲しい婚約! 愛する人、さよなら…でも            | 龍居由佳里 | 吉野洋                     | 14.2%  |
| 第9話                                                      | 6月14日       | あの胸にもう一度! 命果てるまで愛す…            | 龍居由佳里 | 猪股隆一                   | 17.6%  |
| 第10話                                                     | 6月28日       | 永遠の愛! 記憶が蘇るとき…命が消える            | 龍居由佳里 | 吉野洋                     | 21.8%  |
| 第11話                                                     | 7月05日       | 愛の復活! 熱く強く今だけを抱きしめて           | 龍居由佳里 | 猪股隆一                   | 17.5%  |
| 最終話                                                     | 7月12日       | 愛のために死す! 愛とは、決して後悔しないこと…  | 龍居由佳里 | 吉野洋 五木田亮一 猪股隆一 | 23.9%  |
| 平均視聴率 14.8%（視聴率は関東地区・ビデオリサーチ社調べ） |               |                                                |            |                            |        |

### 続・星の金貨
- 第1話と最終回は30分拡大（22:00 - 23:24）。

| 各話                                                       | 放送日         | サブタイトル                                                          | 脚本     | 演出       | 視聴率 |
| ---------------------------------------------------------- | -------------- | --------------------------------------------------------------------- | -------- | ---------- | ------ |
| 第1話                                                      | 1996年10月09日 | 永遠の愛ふたたび…彩、僕の瞳に星がうつるか?輝く蒼い星が                | 山崎淳也 | 吉野洋     | 24.0%  |
| 第2話                                                      | 10月16日       | 絶対に許されぬ愛…お前ら最低の人間だ                                   | 山崎淳也 | 吉野洋     | 23.6%  |
| 第3話                                                      | 10月23日       | 神様が私を試している…愛と裏切りの涙                                   | 山崎淳也 | 五木田亮一 | 19.9%  |
| 第4話                                                      | 10月30日       | 運命の別れ…一生分の幸せをありがとう                                   | 山崎淳也 | 五木田亮一 | 20.2%  |
| 第5話                                                      | 11月06日       | 暴かれた愛の真実…もう一人の兄弟の罠                                   | 山崎淳也 | 古賀倫明   | 21.8%  |
| 第6話                                                      | 11月13日       | 涙が枯れた最後の嘘 さよなら…愛する人                                  | 山崎淳也 | 吉野洋     | 20.9%  |
| 第7話                                                      | 11月20日       | 君を抱きしめたままそっと僕は死にたい                                  | 山崎淳也 | 大平太     | 19.1%  |
| 第8話                                                      | 11月27日       | 実母の自殺…彩さん拓巳の事をお願いね                                   | 山崎淳也 | 五木田亮一 | 19.2%  |
| 第9話                                                      | 12月04日       | 女の愛が男を立ち直らせる…奇跡の復活                                   | 山崎淳也 | 古賀倫明   | 21.7%  |
| 第10話                                                     | 12月11日       | 衝撃の失明!愛する人をもう見られない                                   | 山崎淳也 | 五木田亮一 | 23.5%  |
| 第11話                                                     | 12月18日       | 残された限りある時 二人が結ばれた夜に                                 | 山崎淳也 | 大平太     | 22.7%  |
| 最終話                                                     | 12月25日       | 満天の星空から一枚の金貨が地上に降りた 奇跡は起き愛は永遠を約束された | 山崎淳也 | 吉野洋     | 26.4%  |
| 平均視聴率 22.2%（視聴率は関東地区・ビデオリサーチ社調べ） |                |                                                                       |          |            |        |

### 星の金貨 完結編スペシャル
- 水曜日21:00 - 23:24。

| 放送日       | サブタイトル              | 脚本                | 演出                                       | 視聴率 |
| ------------ | ------------------------- | ------------------- | ------------------------------------------ | ------ |
| 1997年4月2日 | 星の金貨 完結編スペシャル | 龍居由佳里 山崎淳也 | 吉野洋 五木田亮一 猪股隆一 大平太 古賀倫明 | 21.0%  |

## 受賞歴
- 星の金貨（1995年）
  - 第5回ザテレビジョンドラマアカデミー賞
    - 主演女優賞（酒井法子）
    - ザテレビジョン特別賞（文字放送スタッフ）
- 続・星の金貨（1996年）
  - 第11回ザテレビジョンドラマアカデミー賞
    - 主演女優賞（酒井法子）
    - 助演男優賞（竹野内豊）